# Сигма-функция (теория на числата)
Вижте пояснителната страница за други значения на Сигма-функция.
Сигма-функцията e мултипликативна аритметична функция, дефинирана за всяко естествено число като сумата от неговите делители. Използва се означението: {\displaystyle \sigma (n)\,}. Освен σ-функцията интерес за теорията на числата представляват σ*- и σx-функциите:
{\displaystyle \sigma ^{*}(n)=\sum _{d|n \atop d\neq n}d,\qquad \sigma _{x}(n)=\sum _{d|n}d^{x}}
При това означение:
{\displaystyle \sigma (n)=\sigma ^{*}(n)+n=\sigma _{1}(n),\,}
а на τ-функцията може да се гледа като на частен случай на σx-функциите:
{\displaystyle \tau (n)=\sigma _{0}(n).\,}

## Стойности
- За всяко просто число {\displaystyle p\,}:

{\displaystyle \sigma _{x}(p)=p^{x}+1\,}
{\displaystyle \sigma _{x}(p^{\alpha })={\frac {p^{(\alpha +1)x}-1}{p^{x}-1}}=\sum _{i=0}^{\alpha }p^{ix}}
- За съставно {\displaystyle n=\prod _{i=1}^{m}p_{i}^{\alpha _{i}}}:

{\displaystyle \sigma _{x}(n)=\prod _{i=1}^{m}\sigma (p_{i}^{\alpha _{i}x})=\prod _{i=1}^{m}{\frac {p^{(\alpha _{i}+1)x}-1}{p_{i}^{x}-1}}=\prod _{i=1}^{m}\sum _{k=0}^{\alpha _{i}}p_{i}^{kx}}

### Таблица на стойностите за n<100
| {\displaystyle \sigma (n)} | +0  | +1  | +2  | +3  | +4  | +5  | +6  | +7  | +8  | +9  |
| -------------------------- | --- | --- | --- | --- | --- | --- | --- | --- | --- | --- |
| 0+                         |     | 1   | 3   | 4   | 7   | 6   | 12  | 8   | 15  | 13  |
| 1+                         | 18  | 12  | 28  | 14  | 24  | 24  | 31  | 18  | 39  | 20  |
| 2+                         | 42  | 32  | 36  | 24  | 60  | 31  | 42  | 40  | 56  | 30  |
| 3+                         | 72  | 32  | 63  | 48  | 54  | 48  | 91  | 38  | 60  | 56  |
| 4+                         | 90  | 42  | 96  | 44  | 84  | 78  | 72  | 48  | 124 | 57  |
| 5+                         | 93  | 72  | 98  | 54  | 120 | 72  | 120 | 80  | 90  | 60  |
| 6+                         | 168 | 62  | 96  | 104 | 127 | 84  | 144 | 68  | 126 | 96  |
| 7+                         | 144 | 72  | 195 | 74  | 114 | 124 | 140 | 96  | 168 | 80  |
| 8+                         | 186 | 121 | 126 | 84  | 224 | 108 | 132 | 120 | 180 | 90  |
| 9+                         | 234 | 112 | 168 | 128 | 144 | 120 | 252 | 98  | 171 | 156 |

## Свойства

### Алгебрични свойства
В пръстена на аритметичните функции σ-функцията е елемент от подгрупата на мултипликативните функции, като : {\displaystyle \sigma _{x}=\iota _{0}*\iota _{x}.\,} Инверсните елементи на σx-функциите в тази група са функциите:
{\displaystyle \left(\sigma _{x}^{-1}\right)(p^{k})={\begin{cases}1{\text{,}}&k=0\\-1-p^{x}{\text{,}}&k=1\\p^{x}{\text{,}}&k=2\\0{\text{,}}&k>2\end{cases}}}
Може да се покаже, че {\displaystyle \sigma _{x}^{-1}=(\iota _{x}\mu )*\mu \,}, a в частния случай {\displaystyle x=0}: {\displaystyle \sigma _{0}^{-1}=\mu ^{2}\,}, както и: {\displaystyle \sigma _{-x}=\iota _{-x}\sigma _{x}.\,}

### Редове на Дирихле
- Следствие от зависимостта {\displaystyle \sigma _{x}=\iota _{0}*\iota _{x}\,} е тъждеството за представяне на реда на Дирихле:

{\displaystyle \sum _{n=1}^{\infty }{\frac {\sigma _{x}(n)}{n^{s}}}=\zeta (s)\cdot \zeta (s-x)}
- За комплексни {\displaystyle z} такива, че реалните части на {\displaystyle z}, {\displaystyle z-x}, [4]:

{\displaystyle \sum _{n=1}^{\infty }{\frac {\sigma _{x}(n)\sigma _{y}(n)}{n^{z}}}={\frac {\zeta (z)\zeta (z-x)\zeta (z-y)\zeta (z-x-y)}{\zeta (2z-x-y)}}}

### Осреднена стойност на σ-функциите
За осреднената стойност на σx-функциите са доказани (за s>1) приблизителните оценки,,:
{\displaystyle \sum _{n\leq s}\sigma _{x}(n)={\begin{cases}{\frac {\pi ^{2}}{12}}s^{2}+O(s\ln s){\text{,}}&x=1\\{\frac {\zeta (x+1)}{x+1}}s^{x+1}+O\left(s^{\max\{1,x\}}\right){\text{,}}&x>0,\ x\neq 1\\{\frac {\pi ^{2}}{6}}s+O(\ln s){\text{,}}&x=-1\\\zeta (1-x)s+O\left(s^{\max\{0,1+x\}}\right){\text{,}}&x<0,\ x\neq -1\end{cases}}}
{\displaystyle }

#### Други осреднени стойности
- Нека {\displaystyle m} е цяло число по-голямо от единица, а {\displaystyle f_{m}(s)} да са дефинирани както следва:

{\displaystyle f_{m}(s)={\frac {1}{s^{m}}}\left(\sum _{n\leq s}\sigma _{m}(n)-{\frac {s^{m+1}}{k+1}}\zeta (m+1)\right).}
В сила е:
{\displaystyle \limsup _{s\rightarrow \infty }f_{m}(s)={\frac {1}{2}}\zeta (m)}
{\displaystyle \liminf _{s\rightarrow \infty }f_{m}(s)=-{\frac {1}{2}}\zeta (m)}
- Може да се покаже, че:[9],,[10]

{\displaystyle \sum _{n\leq s}\sigma _{-1}(n)={\frac {\pi ^{2}}{6}}s-{\frac {1}{2}}\ln s+O(\ln ^{2/3}s)}
- Нека {\displaystyle x>0}. Доказани са[11],[12],[13]:

{\displaystyle \sum _{n\leq s}\sigma _{x}^{2}(n)={\frac {\zeta (2x+1)\zeta ^{2}(x+1)}{(2x+1)\zeta (2x+2)}}s^{2x+1}+{\begin{cases}O(s^{2x}){\text{,}}&x>1\\O(s^{2}\ln ^{5/3}s){\text{,}}&x=1\\O(s^{3/2}\ln ^{2}s){\text{,}}&x={\frac {1}{2}}\\O(s^{x+1}\ln s){\text{,}}&x<1,\ x\neq {\frac {1}{2}}\end{cases}}}
- За полиноми {\displaystyle f(n)} с цели коефициенти и {\displaystyle x\in [-1;0)} е в сила:[14],[15]

{\displaystyle \sum _{n\leq s \atop f(n)\neq 0}\sigma _{x}(f(n))=c_{f}(x)s+O(s^{1+x}\ln ^{C}s)}
Тук {\displaystyle C} е константа, а
{\displaystyle c_{f}(x)=\sum _{k=1}^{\infty }\sum _{{k|f(n)} \atop {0<n\leq k}}k^{x-1}.}
- За {\displaystyle 0<x<1}:[16]

{\displaystyle \sum _{m,n\leq s}\sigma _{x}(n^{2}+m^{2})=s^{2+2x}\cdot \int _{0}^{1}\int _{0}^{1}(t^{2}+u^{2})^{x}\mathrm {d} t\mathrm {d} u+O(s^{2+x}\ln s)}

### Неравенства

#### Оценки на σ(n)
- За всяко {\displaystyle n} различно от 1,2,3,4,6 и 8 е изпълнено (неравенство на Анапурна),[17],[18]:

{\displaystyle \sigma (n)<{\frac {6}{\pi ^{2}}}\cdot n^{\frac {3}{2}}}
- За всяко съставно {\displaystyle n} (неравенство на Серпински)[19],[18],[20]:

{\displaystyle \sigma (n)>n+n^{\frac {1}{2}}}
- За всяко {\displaystyle n>30} e в сила:

{\displaystyle \sigma ^{\perp }(n)<{\frac {28}{15}}\cdot n\ln \ln n.}

#### Оценки σ(n)/n
- Неравенство на Сатианараиана[19],[22],[23]:

{\displaystyle \sigma _{-1}(n)<2^{1-(n{\bmod {2}})}\left({\frac {3}{2}}\right)^{\omega (n)}}
където {\displaystyle \omega (n)} представлява броят на различните прости делители на {\displaystyle n}.

#### Връзка между σ(n) и 4φ(n)
- Нека {\displaystyle n} e четно и {\displaystyle 4\varphi (n)=\sigma (n)}. Тогава[25]:

{\displaystyle 4n\leq \sigma (2n)}
- Нека {\displaystyle n} e нечетно и {\displaystyle \varphi (n)\leq \sigma (n)}. Тогава[25]:

{\displaystyle 4n<\sigma (2n)\,}
- Нека с {\displaystyle P(n)} е означен най-големият прост делител на {\displaystyle n}. В сила е:[26]

{\displaystyle \sigma (n)\leq 4^{(n{\bmod {2}})}\varphi (n)P(n)}

#### Други неравенства
- За всеки две цели числа {\displaystyle m} и {\displaystyle n} по-големи от единица:[27]

{\displaystyle \sigma (mn)>\sigma (n)+\sigma (m)\,}
- За всяко съставно {\displaystyle n}:[28]

{\displaystyle {\frac {\sigma (n)}{\Omega (n)}}\leq n,}
където {\displaystyle \Omega (n)} е броят на простите делители на {\displaystyle n}.
- Неравенство на Лангфорд[19],[29]:

{\displaystyle \sigma (n)\leq {\frac {1}{2}}(n+1)\sigma _{0}(n)}
като равенството е изпълнено тогава и само тогава когато {\displaystyle n} e просто число.
- За всеки две естесвени {\displaystyle n} и {\displaystyle m} (неравенство на Сиварамакришнан-Венкатараман)[19]:

{\displaystyle \sigma _{m}(n)\geq n^{\frac {m}{2}}\cdot \sigma _{0}(n)}
- Може да се докаже и следното неравенство:

{\displaystyle \sum _{n\leq s}\sigma _{-1}^{2}(n)\leq s\cdot \zeta ^{2}\left({\frac {3}{2}}\right)},

### Други свойства
- {\displaystyle \sum _{n=1}^{m}\sigma (n)=\sum _{n=1}^{m}n\cdot \left[{\frac {m}{n}}\right]}[30]
- {\displaystyle n\sigma (n)\equiv 2\ {\bmod {\ \varphi (n)}}\Rightarrow n\in \{4,\ 6,\ 22\}\cup \{p:p\ \mathrm {prime} \}}[32]
- {\displaystyle Card(\{m:m\leq n;\ \sigma (m)\equiv a({\bmod {m}})\})=O\left({\frac {n}{\ln n}}\right)}[33]
- Функцията

{\displaystyle f:\mathbb {R} \rightarrow \mathbb {R} }
{\displaystyle f(\lambda )=\lim _{s\rightarrow \infty }{\frac {1}{s}}\cdot Card(\{n:\lambda \leq \sigma _{-1}(n);\ n\leq s\})}
е дефинирана и непрекъсната във всяка реална точка λ.

## Приложения
σ-функцията, както и останалите мултипликативни аритметични функции (по-сп. τ-, φ-, μ-, ψ-, а също така немултипликативните Λ-, Ω- и ω- функции), са от повече от век обект на интензивни изследвания поради връзката им (чрез редовете на Дирихле) с ζ-функцията и поради свързаните с евентуални нови резултати около тях надежди за решаване на шестия „проблем на хилядолетието“ (доказателство на хипотезата на Риман) или за поне частични успехи по други все още незадоволително решени въпроси от теорията на числата.
През 1915 Ингам дава елегантно доказателство за липсата на нули на ζ-функцията по оста {\displaystyle Re[z]=1} използвайки формулата на Рамануджан и по-специално частния ѝ случай:
{\displaystyle \sum _{n=1}^{\infty }{\frac {\sigma _{0}^{2}(n)}{n^{z}}}={\frac {\zeta ^{4}(z)}{\zeta (2z)}}.}
Значението на изследването на σ-функцията показва доказаната от Робин зависимост: хипотезата на Риман е вярна тогава и само тогава, когато неравенството
{\displaystyle (\#)\qquad f(n)={\frac {\sigma (n)}{n\ln \ln n}}<e^{\gamma },\,}
е вярно за всяко {\displaystyle n>5040}, където {\displaystyle \gamma =0.5772...} е константата на Ойлер – Маскерони. Най-дорият известен резултат в тази посока е на Ердьош (1989):
{\displaystyle f(n)<e^{\gamma }-{\frac {2{\sqrt {2}}-2-\gamma +\ln(4\pi )}{\ln ^{\frac {1}{2}}n\cdot \ln \ln n}}+O(\ln ^{-{\frac {1}{2}}}n\cdot \ln ^{-2}\ln n).}
Появата на константата {\displaystyle e^{\gamma }} в тези неравенства не е случайна. Още през 1913 е доказано, че
{\displaystyle \limsup _{n\rightarrow \infty }f(n)=e^{\gamma }.\,}
тоест, че дадената в неравенството (#) горна граница за {\displaystyle f(n)} не може да бъде подобрена (теорема на Грьонвал (Гронуол)).
Еквивалентно с верността на хипотезата на Риман е и неравенството
{\displaystyle \sigma (n)\leq H_{n}+e^{H_{n}}\cdot \ln H_{n},}
където {\displaystyle \{H\}_{n}} е редицата на хармоничните числа. Хипотезата на Оре дава връзка между σ-функцията и друг костелив проблем от теория на числа: въпроса за съществуването на нечетни съвършени числа.
Интересни приложения на σ-функцията в адитивната теория на числата показва теоремата на Якоби (броят на различните представяния на {\displaystyle n} като сума от четири квадрата е равен на {\displaystyle 8\sigma (n)-32\sigma (n/4)} за {\displaystyle n} кратно на четири и на {\displaystyle 8\sigma (n)} в противен случай,). Теоремата на Якоби и асимптотичната оценка за средната стойност на σx-функциите позволяват да се изследват проблеми от геометричната теория на числата. С тяхна помощ може например да се покаже, че броят на точки с цели координати в {\displaystyle n-}мерно кълбо с радиус {\displaystyle r} e равен (за {\displaystyle n>3}) на {\displaystyle V(r)r^{n/2}+O(r^{(r-1)/2}\ln r)}, където с {\displaystyle V(r)} е означен обема на кълбото.

## Обобщения и специални случаи
σ-функцията може да се обобщи и за гаусовите цели числа като:
{\displaystyle \sigma (z)=\prod _{i=1}^{k}{\frac {\pi ^{\alpha _{i}+1}-1}{\pi _{i}-1}}}
където {\displaystyle \{\pi _{i}\}_{i=1,...,N}\,} са прости делители на {\displaystyle z}, такива, че {\displaystyle \operatorname {Re} [\pi _{i}]>0}, {\displaystyle \operatorname {Im} [\pi _{i}]\geq 0} за всяко {\displaystyle i=1,...,N\,} и
{\displaystyle z=\varepsilon \prod _{i=1}^{k}\pi ^{\alpha _{i}}}
за някой единичен елемент {\displaystyle \varepsilon .\,},